# Stan (prenume)
Stan este un prenume masculin care se poate referi la:
- Stan Bolovan
- Stan Cașen
- Stan Dragoti
- Stan Ghițescu
- Stan Golestan
- Stan Greavu Dunăre
- Stan Ioan Pătraș
- Stan Laurel
- Stan Lee
- Stan Marcu
- Stan Marsh
- Stan Nicholls
- Stan Nițu
- Stan Poetaș
- Stan Săraru
- Stan Stângaciu
- Stan Vidrighin